# Caliceanca
Caliceanca (în ucraineană Калічанка, în germană Kaliczanka) a fost un sat care era situat la marginea de nord a orașului Cernăuți și care a devenit ulterior cartier periferic al orașului. În cea de-a doua jumătate a secolului al XX-lea a fost amenajată aici zona industrială a orașului și o zonă rezidențială.

## Nume și localizare
Numele acestei suburbii apare relativ târziu în documente, ea fiind menționată începând din secolul al XIX-lea sub numele de Caliceanca (în germană Kaliczanka). Unii lingviști precum Iuri Karpenko consideră că numele cartierului provine de la cuvântul „calic” (în ucraineană каліка), care are sensul de „cerșetor” sau „sărac” — o aluzie transparentă la nivelul de viață scăzut al locuitorilor de la periferia orașelor.
Caliceanca începea imediat după așa-numitul „cartier evreiesc”, unde se afla capătul străzii Caliceanca (azi strada Odeska).

## Istoric
Odată cu anexarea părții de nord-vest a Principatului Moldovei de către Imperiul Habsburgic (1775) și consolidarea statutului de centru administrativ al orașului Cernăuți a început dezvoltarea economică intensivă a orașului.
Unitățile industriale au fost construite, de regulă, la periferia orașului Cernăuți sau în suburbii. Una dintre aceste zone industrializate a fost Caliceanca. Aici au fost amenajate mai multe fabrici de cărămizi, mori de aburi și abatoare.
La începutul secolului al XIX-lea, odată cu dezvoltarea întreprinderilor, a început să se formeze aici un sat, care s-a extins tot mai mult după construirea căii ferate Liov-Cernăuți (1864-1866) și a căii ferate Cernăuți-Suceava (1869) și inaugurarea clădirii gării aproape la marginea orașului.
Caliceanca ocupa o suprafață de aproximativ 516 ha, dintre care 239 ha de terenuri arabile, 34 ha de luncă, 59 ha de grădini, 53 ha de pășuni și 30 ha de pădure.
În anul 1900 existau 363 de case în Caliceanca, în care locuiau 2.465 de persoane adulte (1.224 de bărbați și 1.241 de femei). După religie, locuitorii erau împărțiți după cum urmează: 1.136 catolici, 828 ortodocși, 228 mozaici și 273 de reprezentanți ai altor religii. În funcție de limba vorbită populația era împărțită astfel: 852 vorbitori de limba germană, 636 vorbitori de limba ucraineană, 505 vorbitori de limba română și 404 vorbitori de alte limbi.
La 25 octombrie 1873 autoritățile austriece au deschis aici o școală publică. Clădirea cu două etaje a servit acestui scop educațional timp de peste 120 de ani. Înainte de Primul Război Mondial școala avea 8 clase, dintre care 5 de învățământ sistematic, unde învățau 386 de elevi. În funcție de naționalitate (definită de limba maternă) elevii erau împărțiți astfel: 120 germani, 101 ucraineni, 86 români și 79 polonezi. Dintre profesorii care au predat aici pot fi menționați următorii: Petru Pitei, Petru și Antonie Magasiv, Dionis Bendevski, Gherman Tomovici, Trifon Fotea, Roza Kohn, Friedrich Plaszke, Ernst Guido Mücka etc.
În 1876 a fost mutată aici biserica de lemn cu hramul „Adormirea Maicii Domnului”, care se afla inițial în piața Sfânta Maria, lângă Fântâna Turcească.
În timpul celor două războaie mondiale din prima jumătate a secolului al XX-lea, cartierul Caliceanca nu a suferit pagube mari.
Într-o scurtă perioadă de la sfârșitul anilor 1940 întregul cartier a fost practic reamenajat și transformat în zona industrială a orașului. Întreprinderile din această zonă industrială au fost modernizate semnificativ în deceniile următoare.

## Situația actuală
Astăzi Caliceanca este o zonă industrială a orașului Cernăuți. Aici se află unele dintre cele mai importante întreprinderi din oraș — TOV „Marșzavod”, VAT „ROZMA”, AT „CernivțiOblEnergo”, depoul de cale ferată și altele. În apropiere se află complexul comercial de tip bazar „Kalînivskii rînok”.
Aproape toată industria este concentrată în partea de vest a cartierului. Restul teritoriului este ocupat de clădiri rezidențiale joase. La sfârșitul secolului al XX-lea au fost construite aici o serie de clădiri mai înalte, în principal cămine pentru salariații întreprinderilor locale și familiile lor.
La 5 octombrie 1995 a fost finalizată construirea clădirii școlii medii nr. 16 pe bulevardul Bîloruskîi nr. 77. Aici învață 836 de elevi. 
Teritoriul administrativ al cartierului Caliceanca a fost inclus în perioada sovietică și în perioada ucraineană până în 2016 în raionul 1 Mai.

## Obiective
- Biserica de lemn din Caliceanca

## Legături externe
- Fotografii vechi din Caliceanca
- pl Kaliczanka în Dicționarul geografic al Regatului Poloniei și al altor țări slave, volum III (Haag — Kępy) anul 1882